# Israel en los Juegos Paralímpicos de Tokio 2020
Israel estuvo representado en los Juegos Paralímpicos de Tokio 2020 por un total de 32 deportistas, 17 mujeres y 15 hombres.

## Medallistas
El equipo paralímpico israelí obtuvo las siguientes medallas:
| Nombre          | Deporte  | Evento                           |
| --------------- | -------- | -------------------------------- |
| Oro             |          |                                  |
| Iyad Shalabi    | Natación | 50 m espalda S1 masculino        |
| Iyad Shalabi    | Natación | 100 m espalda S1 masculino       |
| Ami Omer Dadaon | Natación | 50 m libre S4 masculino          |
| Ami Omer Dadaon | Natación | 200 m libre S4 masculino         |
| Mark Malyar     | Natación | 200 m estilos SM7 masculino      |
| Mark Malyar     | Natación | 400 m libre S7 masculino         |
| Plata           |          |                                  |
| Ami Omer Dadaon | Natación | 150 m estilos SM4 masculino      |
| Moran Samuel    | Remo     | Scull individual PR1W1x femenino |
| Bronce          |          |                                  |
| Mark Malyar     | Natación | 100 m espalda S7 masculino       |